# Lotería de Texas

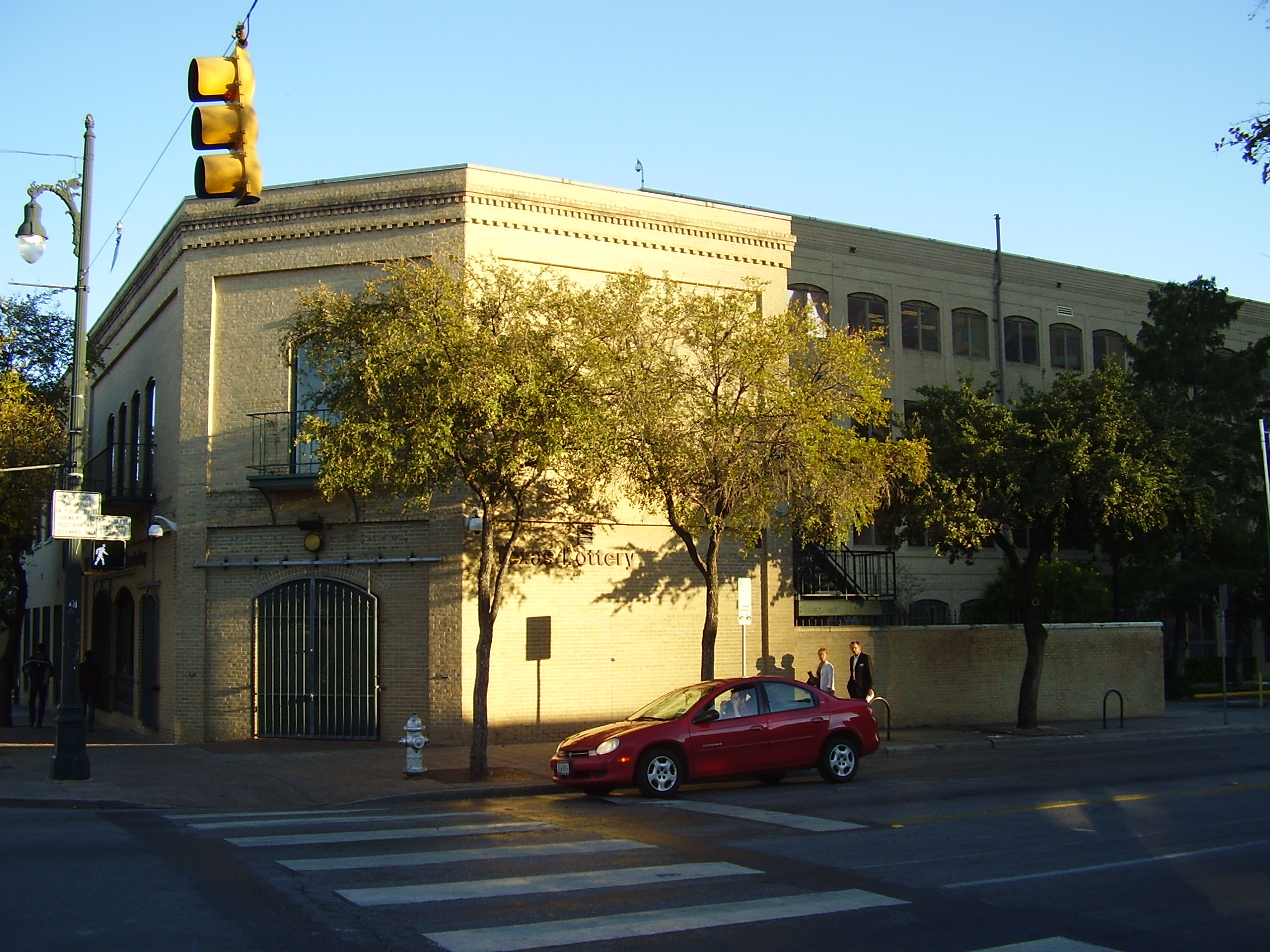
La sede de la Comisión de la Lotería de Texas.

La Lotería de Texas (Texas Lottery) es la lotería del estado de Texas, en los Estados Unidos. La Comisión de la Lotería de Texas (Texas Lottery Commission) la opera. La comisión tiene su sede en Austin. Los juegos que organiza la Lotería de Texas incluyen "Lotto Texas," "Pick 3," "Mega Millions," "Daily 4," "Texas Two Step," y "Cash Five."

## Historia
El proyecto de ley de la Cámara de Representantes 54 se presentó para crear una lotería estatal el 11 de julio de 1991. Los votantes de Texas aprobaron una enmienda a la Constitución de Texas el 5 de noviembre de 1991 que autorizaba la venta de lotería en Texas.
La Comisión de Lotería de Texas creó un concurso inusual para el logotipo de la Lotería: los diseños de una agencia de publicidad contratada compitieron con los diseños del público en general. Un logotipo de cada fuente se colocó en una competencia directa, y el logotipo ganador, un sombrero de vaquero lanzado al aire en celebración (que todavía se usa en la actualidad), fue el diseño del público. La ganadora fue Susan Holten, de Carrollton.
El primer juego de la lotería fue el juego de raspar Lone Star Millions, y el primer boleto fue vendido a la entonces gobernadora Ann Richards en Polk's Feed Store en Oak Hill el 29 de mayo de 1992. Las ventas del primer día, de 23,2 millones de boletos, establecieron un récord mundial en ese momento. FLas ventas de la primera semana, que terminó el 5 de junio, establecieron otro récord mundial, con más de 102 millones de boletos.
Lotto Texas comenzó a vender boletos el 7 de noviembre de 1992, con el primer sorteo el 14 de noviembre y el primer premio gordo ganado por un residente de Schulenburg el 28 de noviembre.: 1992 
La Comisión de Lotería de Texas se formó mediante legislación en 1993 para hacerse cargo de la gestión de la Lotería del Contralor de Cuentas Públicas de Texas; la legislación también otorga a la Comisión la supervisión de los juegos de bingo benéficos (trasladando esta función de la Comisión de Bebidas Alcohólicas de Texas).: 1993 
En noviembre de 1993, las ventas de la Lotería de Texas superaron los $1 mil millones, rompiendo un récord establecido por la Lotería de Florida en 1989.: 1993 
Texas se unió al consorcio Mega Millions en 2003, con ventas a partir del 3 de diciembre y el primer sorteo con Texas el 5 de diciembre. Aunque ningún boleto de Texas ganó el premio gordo, un boleto comprado en Texas acertó los primeros cinco números por $175,000.: 2003  El primer ganador del premio gordo de Texas en Mega Millions no fue hasta el sorteo del 4 de octubre de 2004; un jugador de Carrollton se llevó a casa el premio de $101 millones (valor de la anualidad).
Como parte del acuerdo de venta cruzada entre los operadores de Mega Millions y Powerball, la Comisión de Lotería de Texas acordó comenzar a vender boletos de Powerball el 31 de enero de 2010; el primer sorteo que incluyó a Texas fue tres días después.
El 23 de abril de 2013, la Cámara de Representantes votó no recomisionar la Comisión de Lotería de Texas, lo que podría haber puesto fin a la lotería en Texas. Later in the day, the House reversed course with a new vote on the bill.
Joan R. Ginther se convirtió en una ganadora de cuatro premios de más de $1 millón entre 1993 y 2010, primero de Lotto Texas y posteriormente tres veces de boletos de raspar. Todos sus boletos ganadores fueron comprados en Texas, y dos de ellos fueron comprados en la misma tienda de conveniencia en Bishop.

## Elección del premio mayor
Las regulaciones de la Lotería de Texas exigen que los jugadores elijan la opción de valor en efectivo (CVO) o el pago anual (AP) en los boletos de lotería al momento de comprar los boletos de Texas Lotto, Powerball y MegaMillions. Si la elección no está marcada en el boleto, este será rechazado hasta que se realice la corrección. La Lotería de Texas no permite a los jugadores cambiar sus elecciones después de la venta de boletos.
Los juegos como Texas Two Step, Pick 3, Daily 4, Cash Five y All or Nothing se pagan en suma global únicamente.